# CBBC
 (décembre 2016).
Si vous disposez d'ouvrages ou d'articles de référence ou si vous connaissez des sites web de qualité traitant du thème abordé ici, merci de compléter l'article en donnant les références utiles à sa vérifiabilité et en les liant à la section « Notes et références ».
Cet article concerne une marque. Pour la chaine de télévision associée, voir CBBC (chaîne de télévision)
CBBC est la marque utilisée par la BBC pour les programmes télévisés destinés aux enfants de six à douze ans. Lancée en 1985 sous le nom de Children's BBC, elle devient CBBC en 1997 à l'occasion du renouveau de la BBC.
Les programmes sont diffusés par les chaînes BBC One, BBC Two et CBBC.
Pour les enfants de moins de six ans, la BBC utilise la marque CBeebies. 

## Logos

Logo du 4 Octobre 1997 au 11 Février 2002.
Logo du 11 Février 2002 au 3 Octobre 2005.
Logo du 3 Octobre 2005 au 3 Septembre 2007.
Logo du 3 Septembre 2007 au 14 Mars 2016.
Logo du 14 Mars 2016 à 2021
Logo de 2021 au 15 Mars 2023.
Logo depuis le 15 Mars 2023.